# AMD K6
Pour les articles homonymes, voir K6.
K5 K6-2

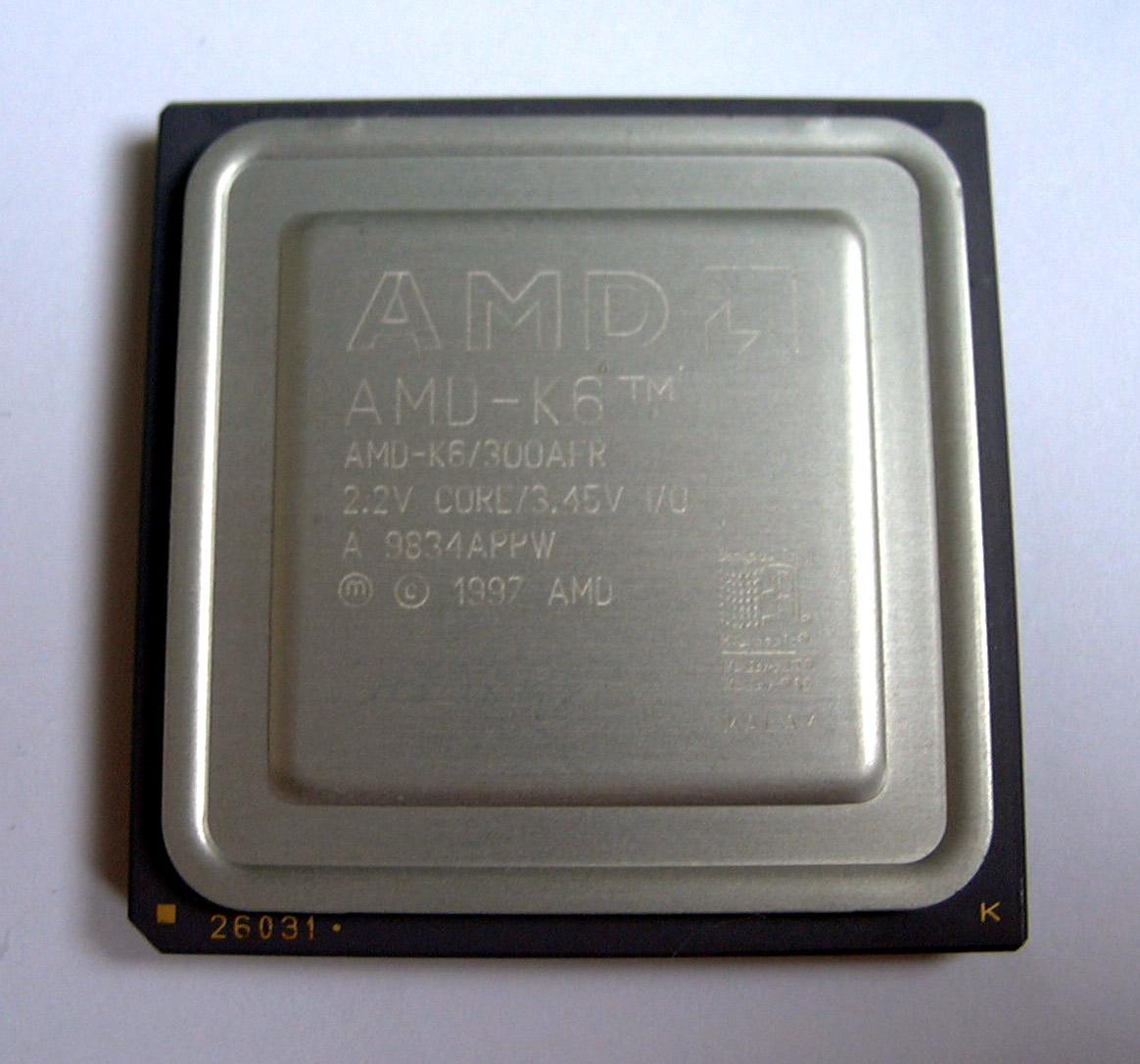
K6 Little Foot (« Model 7 »)

Le K6 est un microprocesseur x86, construit par AMD, qui remplaça le K5. Lancé le 2 avril 1997, cadencé à 166 et 200 MHz, le K6 est basé sur le design du microprocesseur Nx686 que NexGen concevait quand cette société fut rachetée par AMD.
Il a été suivi le 6 janvier 1998 de versions à 233 MHz et 300 MHz.
Il dispose d'une FPU intégrée, de 64 Kio de mémoire cache de niveau 1 et des instructions MMX d'Intel et se connecte sur un connecteur de type Socket 7 (bus 66 MHz) ou SuperSocket 7 (bus 100 MHz).

## Les différentes évolutions du K6
Le K6 a été décliné en différentes versions au long de sa carrière :
- La première génération, nommée K6, utilise une finesse de gravure de 0,35 µm, une fréquence de bus de 66 MHz, fonctionne à des fréquences de 166, 200, ou 233 MHz.

- La seconde génération, lancée le deuxième trimestre 1998, surnommée Littlefoot, reprend les caractéristiques du premier, mais avec une finesse de gravure réduite à 0,25 µm, lui permettant de fonctionner plus vite. Au départ, sa fréquence de fonctionnement est de 266 MHz. La dernière version sortie en mai 1998 atteignait 300 MHz.

- La troisième génération, surnommée Chomper et commercialement nommée K6-2, utilise toujours une gravure de 0,25 µm, mais fonctionne sur un bus de 95 ou 100 MHz. Elle a été déclinée dans les versions 300, 333, 350, 380, 400, 450, 475, 500, 533 et 550 MHz. Une des évolutions majeures du K6-2 a été l'introduction d'un jeu d'instructions SIMD nommé 3DNow!, reprenant le principe du MMX mais pour les calculs sur les nombres à virgule flottante.

- La quatrième génération, surnommée Sharptooth et commercialement appelée K6-III, reprend toutes les caractéristiques du K6-2, mais y ajoute un cache de second niveau de 256 Kio. Le cache de la carte mère devient alors un cache de niveau 3. Ce fut le processeur le plus puissant disponible pour le SuperSocket 7. La fréquence était de 400 ou 450 MHz.

- AMD a sorti pour les ordinateurs portables deux versions gravées en 0,18 µm, nommées K6-2+ et K6-III+, équipées respectivement de 128 Kio et 256 Kio de cache de niveau 2.

## Modèles

### K6 Original (Model 6)
- Gravure : 380 nm
- 8,8 millions de transistors
- Cache L1 : 32 + 32 KB (Données + Instructions)
- MMX
- Socket 7
- Front side bus : 66 MHz
- Date de sortie : 2 avril 1997
- Tension d'alimentation : 2,9 V (166/200) 3,2/3,3 V (233)
- Fréquence : 166, 200, 233 MHz

### K6 "Little Foot" (Model 7)
- CPUID : Family 5, Model 7, Stepping 0
- Gravure : 250 nm
- 8,8 millions de transistors
- Cache L1 : 32 + 32 KB (Données + Instructions)
- MMX
- Socket 7
- Front side bus : 66 MHz
- Date de sortie : 6 janvier 1998
- Tension d'alimentation : 2,2 V
- Fréquence : 266, 300 MHz